# Scanlation

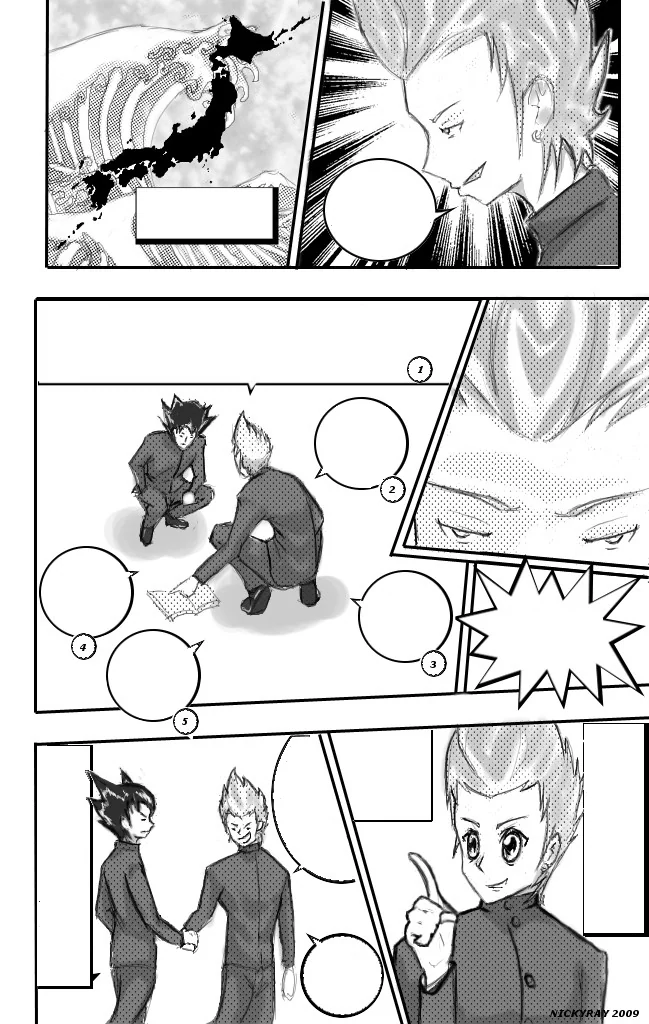
Ejemplo de un manga sin textos

Scanlation, a veces llamado scan o escanducción, es una palabra procedente del inglés y se usa para denominar el escaneado y posterior traducción de cómics, generalmente mangas, de su idioma original al del grupo que traduce. Es el equivalente del Fansub, que se suele realizar con series o películas. Este además tiene su equivalencia en los cómics estadounidenses, la llamada Tradumaquetación, que difiere de la scanlation respecto al tipo de cómics que se intenta traducir, en este caso, muy común cuando se traduce cómics estadounidenses del inglés a otro idioma, en particular, por ejemplo, al español.
El origen de la palabra viene de scan, inglés de escanear, y translation, o traducción. Esto describe las dos partes de las que consta el proceso: escanear la obra original y borrar el texto original, sustituyéndolo por otro en el idioma de los traductores.
Normalmente el scanlation viene asociado al movimiento de fansub, rigiéndose por sus mismas costumbres. Esto quiere decir que es realizado por y para fanes, prohibiéndose la venta de las obras, y que la distribución se debe de parar en el momento en que la obra sea licenciada.

## Orígenes
Las Scanlations se originaron a partir de la falta de distribución de manga traducido fuera de Japón. Las importaciones de mangas originales eran demasiado costosas, además de la necesidad del dominio del idioma japonés para la lectura. Así, grupos de fanes del manga se unieron para compartir traducciones de manga hechas por ellos mismos.
Antiguamente, las conexiones eran a base de módems telefónicos y correo postal, pero en nuestros tiempos, con la expansión en masa de la Internet, esta obra se ha facilitado en cuanto a trabajo y distribución de forma dramática.
En aquellos tiempos, en los inicios del scanlating y antes de que su contraparte sobre anime (fansubbing) surgiera, los fanes se coordinaban, traducían y compartían por vía postal. La primera forma de organización formal que tuvo fue el APA(Amateur Press Association) y siendo el periodo más activo del scanlating entre los años '70 y '90, viéndose marcado por la revista Mangajin, la cual más allá de emitir traducciones, su idea era introducir la cultura e idioma japonés contemporáneo en la audiencia inglesa de una forma autorizada(legal). Mangajin fue publicado por primera vez en junio de 1990
A medida que la Internet se extiende, el uso del correo postal "APA" fue decreciendo, aumentando el trabajo basado en Internet. Con el tiempo, el scanlation se hizo más organizado y multilíngüe, creándose grupos de personas alrededor del mundo, llegando a hacer sus propias comunidades.